# Jaclyn Swedberg
Jaclyn Elanie Swedberg (Chino Hills San Pedro, 14 agosto 1990) è un'ex modella, attrice, conduttrice e playmate statunitense.
È stata la Playmate of the Month (modella del mese) di aprile del 2011, riscuotendo un enorme successo per le sue doti comunicative oltre alla sua bellezza naturale, che la portò ad essere richiamata successivamente da Playboy, per posare in nuove gallerie fotografiche e venendo scelta infine dalla direzione della rivista e da Hugh Hefner, come la 53° Playmate of the Year (modella dell'anno) nel 2012 della sezione americana, subentrando a Claire Sinclair, dell'anno precedente.
Ha continuato a lavorare come modella anche per altri marchi di biancheria intima e vestiario femminile americani. Nel contempo ha svolto pure la professione di influencer, sponsor e di attrice in diversi film a sfondo comico ed horror soprannaturale, oltre ad aver partecipato in veste di conduttrice in diversi spettacoli organizzati dalla Playboy Enterprises e di altri programmi televisivi americani.

## Biografia
Di origini americane è nata a San Pedro, una cittadina all'interno della più ampia area di Los Angeles, in giovane età i suoi genitori si trasferirono a Chino Hills una zona benestante nella contea di San Bernardino in California.

### Gli esordi
Jaclyn Elanie Swedberg intraprese il percorso per diventare una playmate subito dopo la high school di Chino Hills grazie ad un casting online della rivista per adulti Playboy, tramite sua madre che l'iscrisse sul sito della nota rivista e altri suoi familiari che la invogliarono ad entrare nel mondo della nota rivista per adulti. Da lei vennero inviate pure alla redazione della rivista delle sue foto scattate da un suo amico nel 2008.
Fu contattata poi da Playboy, nel 2009, a soli 19 anni, interrompendo momentaneamente il college che aveva intrapreso subito dopo il diploma.

### Lavoro per la rivista Playboy
Una volta contattata dalla Playboy Enterprises iniziò a lavorare per la Playboy TV nel 2010, facendosi poi conoscere solamente col nome di Jaclyn Sweberg, prima nel programma erotico Playboy: Badass!, della prima stagione della serie, diviso in 5 episodi, interpretando se stessa come passeggera vestita da Playboy buggy (il tipico vestito da coniglietta personalizzato della rivista di Playboy) e sia come hostess (assistente di volo). Nel giugno dello stesso anno partecipò ad un casting con altre sue colleghe per la selezione delle nuove modelle da fotografare sui nuovi numeri dei dodici mesi dell'anno successivo, il 2011, venendo infine scelta come la Playmate of the Month (modella del mese) di aprile della versione americana della rivista. Venne contattata dalla Playboy poi, per condurre poi un episodio dell programma televisivo Playboy's Beach House, assieme alle altre modelle Victoria Mongeon (modella del mese di luglio del 2005) e Jessica Hall (modella del mese di ottobre del 2005 e di altri servizi fotografici della rivista).
Nel gennaio del 2011 si presentò per il suo primo servizio fotografico per Playboy, apparendo anche in copertina del numero che uscirà poi nel mese di aprile dello stesso anno dopodiché, venne preselezionata sempre agli inizi di aprile per partecipare ad un contest di premiazioni di motociclisti e veicoli a due ruote della famosa ditta americana di motociclette Harley-Davidson, posando nuovamente in una nuova galleria fotografica erotica sulle moto di questo famoso produttore, sponsorizzato dalla Playboy Mansion e divulgato una settimana prima sul programma radiofonico della rivista Playboy Morning Show. Prese parte anche all'episodio di Playmate Casting Call: The Mansion, che venne girato nella Playboy Mansion, poco dopo. Nello stesso anno riapparve in ben 5 episodi come consulente del campo allestito per i servizi fotografici nella serie di Playboy: Camp Playboy. Tra i mesi di settembre e ottobre viene girata la seconda stagione di Playboy Trip: Patagonia, conosciuta anche come Season 2 title: Playboy Trip: Back in Argentina, con 11 episodi, un sexy viaggio di alcune modelle tra cui riappare nuovamente Jaclyn, dove si esercitano in vari sport, si divertono ed eseguono dei servizi fotografici nude. Le colleghe di Jaclyn per questa serie televisiva sono delle playmate di altri anni, di cui: Dani Mathers (playmate del mese di maggio 2014 e dell'anno 2015), Lauren Elise (playmate del mese di settembre 2011) e Shanna Marie Mclaughlin (playmate del mese di luglio 2010).
A giugno del 2012 partecipò alla cerimonia tenutasi nella magione di Hugh Hefner, per festeggiare il 60º anniversario dalla nascita della rivista, lo stesso Hugh apprezzò pubblicamente le doti oratorie e comunicative della giovane e la scelse personalmente per essere la nuova Playmate of the Year (coniglietta dell'anno) 2012, subentrando così a Claire Sinclair Playmate of the Year dell'anno precedente, diventando la 53° Playmate of the Year di Playboy America. Ricomparve nuovamente sul numero della versione tedesca (settembre 2012) e di quella argentina (giugno 2012) della rivista, con le foto della galleria del mese di aprile del 2011. Posò infine negli ultimi servizi fotografici della rivista nei mesi di ottobre e di novembre.
Nel 2013 comparve in Precious Playmates, volume 1, in un episodio erotico filmato nella galleria di Playboy Plus.
Nel 2014 comparve in Precious Playmates, volume 2, nella seconda parte del filmato erotico della galleria di Playboy Plus.
Nel 2015 reinterpretò se stessa nel film-documentario 8th Annual Babes in Toyland: Live from Avalon Hollywood, regia di Jason DeParis.
Nel 2016 ricomparve in un episodio della serie Playboy's the Antiviral Show e in Best of Costumes, della seconda parte di un filmato erotico della serie Playboy Plus.
Il 17 febbraio 2017 uscì Playmate Anthology, una raccolta-documentario (reality) di video in cui si esibiscono varie modelle di Playboy degli anni passati tra cui compare anche lei in 2 episodi.

### Altre apparizioni televisive e su internet
Nel 2012 fu ospite di un episodio del programma televisivo Pauly ~ tics di Pauly Shore.
Ha lavorato per un breve periodo per la Mixed Martial Arts TV's Blackbelt, dalla quale poi, nell'agosto del 2012 venne intervistata dall'emittente televisiva della rivista.
Nel 2013 interpretò il ruolo secondario di Nicky nella commedia Snake and Mongoose, diretto da Wayne Holloway.
È apparsa in 8 episodi di video comici proposti dal canale satirico americano WatchLoud di YouTube, nel 2013.
È apparsa nel video musicale Summer creato da Calvin Harris, pubblicato nel giugno del 2014.
Nel pomeriggio di venerdì 4 dicembre 2015 è stata intervistata nella trasmissione televisiva di Toronto Pitcher Once in onda su Nickelodeon, insieme ad un giocatore professionista di Toronto.
Nel 2015 comparve in un altro ruolo minore interpretando la giovane Terra nell'horror soprannaturale Muck, diretto da Steve Wolsh.
Nel 2015 fu ospite nuovamente in un episodio del programma The Playboy Morning Show.
Nel 2016 era in programma il prequel (antefatto) di Muck, chiamato Muck: Feast of St. Patrick, diretto sempre da Steve Wolsh, dove sarebbe dovuta ricomparire Jaclyn Swedberg. Il film era già in pre-produzione e le riprese inizieranno nel 2015 dopo la distribuzione del primo capitolo ma pare che non siano state più portate avanti le riprese ed il progetto del nuovo film venne in breve tempo abbandonato.

### Modella per altri marchi, sponsor e social influencer
Ha pubblicato 24 video tra anni 2010-2012 nel suo canale ufficiale di YouTube, chiamato una prima volta in PBMissApril2011, successivamente in Jaclyn Yasin, dove parla di se stessa e di argomenti mondani.
Nel gennaio 2014 e nel febbraio 2015, ha posato con vari costumi da bagno per una rivista per adulti britannica, la versione australiana di Zoo Weekly.
È stata contattata nel mese di aprile del 2014, da un sito web ed un blog americani, di appassionati di videogiochi, insieme alle sue colleghe di Playboy Katie Pfeffer (coniglietta del mese di settembre del 2011) e Gabby Jeanneper (coniglietta del mese di novembre del 2010), per prestare le loro immagini nella creazione di varie foto modificate con diversi personaggi famosi al loro fianco del mondo videoludico e intende a giocare con delle console retrò (vecchia generazione anni '90). Le foto sono poi apparse ufficialmente sui due siti il 14 dello stesso mese.
È apparsa insieme ad altre due colleghe di Playboy U.S.A., Raquel Pomplun (coniglietta dell'anno 2013) e Pamela Horton (coniglietta del mese di ottobre del 2012) sulla copertina di un numero della rivista americana di musica Guitar World, e in tre video inediti pubblicati dalla stessa rivista.
Ha ottenuto altri incarichi lavorativi sponsorizzando diversi prodotti energizzanti e in particolare quelli per gli atleti nei suoi vari account social, già seguitissima per i suoi selfie sexy da inizio carriera come modella per Playboy, accrescendo così di molto il numero dei suoi followers, in particolare sul suo account di Instagram. Ha promosso e affermato di utilizzare integratori e dimagranti per il benessere mostrandosi per diversi anni come influencer di atletica e sponsor di famosi marchi quali: Nutrabolics Stance, Skinny Bunny Tea, Nutrabolic Carnibolic, Thermal XTC (tutti prodotti per gli sportivi), ma anche gli Stable 26 (calzini da allenamento) e aziende di preparazione dei pasti e ammesso infine di aver usato succo biologico di frutta, prima di allenarsi.

### Citazione su libri, enciclopedie e romanzi
Compare abbracciata al suo personal trainer Micheal Giovanni Rivera sulle copertine dei romanzi A Real Man: volume 1 e A Real Man: volume 2, di genere rosa, usciti rispettivamente il 2 marzo e il 15 aprile del 2020, come riedizione del vecchio volume unico uscito nel 2016, della scrittrice americana Jenika Snow.
Viene citata nel libro-enciclopedia chiamato Encyclopedia of Television Shows-A Comprehensive Supplement, 2011-2016, dove la giovane modella comparve come ragazza e membro del cast di alcuni episodi erotici della televisione privata di Playboy. Il libro-enciclopedico è stato pubblicato il 14 gennaio 2018, elaborato dall'autore americano Vincent Terrace.
Compare seduta nuovamente vicino a Rivera sulla copertina del romanzo Dark Tide, di genere rosa, uscito il 6 luglio 2020, redatto dall'autore americano Gwyn McNamee.
Viene citata brevemente dall'autore nel romanzo contemporaneo a sfondo erotico omosessuale Cap ou pas cap ?, dove il protagonista conobbe la stessa modella durante gli anni del college. Il romanzo è stato pubblicato il 27 gennaio 2021 e scritto dall'autrice francese Eli Easton.

## Vita privata
Ha dichiarato alla stampa che le piace lo yoga, la cucina e la lettura.
Ha un cognome di origine svedese, come notato anche da molti altri suoi fans.
Ha una sorella più giovane di lei.
Il suo patrimonio si aggira intorno ai $ 1,5 milioni e $ 10 milioni (approssimativi).
È stata fidanzata con un uomo di cui non si conosce l'identità intorno al 2012.
Ebbe una relazione con il suo personal trainer Micheal Giovanni Rivera, dal 2013 al 2017 circa, come testimoniano molte sue foto scattate alla coppia e presenti negli account Twitter di lei.
È molto appassionata di calcio internazionale, il suo giocatore preferito è il colombiano Radamel Falcao.
Nell'agosto 2019 ha pubblicato nel suo account Instagram ufficiale una foto del suo nuovo anello di fidanzamento seguita da un'altra foto con il suo fidanzato senza rivelare il suo nome. Ha inserito poi delle altre fotografie nei mesi successivi dove si sposava con rito civile e del suo figlio primogenito, nato dalla relazione con suo marito, con i figli di lui, nati da una precedente relazione, di cui non sono stati dichiarati i loro nomi nei post ma, ha poi appellato il suo secondo nome dell'account, in Jaclyn Yasin, quello del consorte. Risiede tuttora con la sua famiglia ad Huntington Beach.
Nell'ottobre 2024 ha aperto un nuovo account sulla piattaforma social network TikTok dove parla della sua famiglia e sponsorizza anche dei prodotti di genere femminile. È stato dichiarato in un commento lasciato da Jaclyn in un suo video che il marito ha esattamente 10 anni in più di lei.

### Abilità comunicative, interventi estetici e attività atletica
Fu molto apprezzata dai fan di Playboy per le sue doti comunicative nei vari programmi da lei condotti e dichiarò infatti che si sarebbe voluta laureare in scienze della comunicazione e specializzarsi in giornalismo radiotelevisivo, alla Woodbury University di Burbank, in California, laurea che non conseguirà più per seguire la carriera da modella, dichiarò anche di se che fin da piccola era sempre stata un po' timida e che voleva mostrare al mondo le sue capacità comunicative.
Ha dichiarato e mostrato anche nei suoi account social di Instagram e Twitter di essere stata seguita in palestra per alcuni anni dal famoso personal trainer d'élite (persone selezionate) e influencer californiano Micheal Giovanni Rivera, dove si è allenata nella sua palestra.
Nel 2014 posò ulteriormente per la rivista di Playboy, vennero notati dai suoi fans nei nuovi servizi fotografici degli aumenti del seno e delle labbra, dichiarerà alla stampa che il suo corpo non subì alcun intervento di chirurgia estetica ma che era semplicemente il risultato di una buona dieta e di un allenamento costante, ciò è in forte contraddizione con l'evidenza.

## Filmografia

### Televisione
- Playboy: Badass! – serie TV, 5 episodi (2010)
- Playboy's Beach House – programma musicale, 1 episodio (2010)
- Playboy: The Morning Show – programma radiofonico, 1 episodio (2011)
- Playmate Casting Call: The Mansion – serie TV, 1 episodio (2011)
- Playboy: Camp Playboy – serie TV, 5 episodi (2011)
- Playboy Trip: Patagonia – serie TV, 11 episodi (2011)
- Pauly ~ tics di Pauly Shore – programma televisivo, 1 episodio (2012)
- Playboy Plus, Precious Playmate, volume 1 – serie TV, 1 episodio (2013)
- Playboy Plus, Precious Playmate, volume 2 – serie TV, 1 episodio (2014)
- Playboy: The Morning Show – programma radiofonico, 1 episodio (2015)
- Toronto Pitcher Once – programma televisivo, 1 episodio (2015)
- Playboy's the Antiviral Show e in Best of Costumes – serie TV, 1 episodio (2016)
- Playmate Anthology – serie TV, 2 episodi (2017)
- Mixed Martial Arts TV's Blackbelt – programma televisivo, alcuni episodi (intorno al 2017)

### Cinema
- Snake and Moongoose, regia di Wayne Holloway (2013)
- 8th Annual Babes in Toyland: Live from Avalon Hollywood, regia di Jason DeParis (2015)
- Muck, regia di Steve Wolsh (2015)
- Muck: Feast of St. Patrick, regia di Steve Wolsh (2016), cancellato

### Videoclip
- Jaclyn Swedberg – video, 24 filmati (2010-2012)
- WatchLoud – video, 8 episodi (2013)

## Calendari
- Aprile 2011 – Servizio fotografico di Playboy, fotografie di Stephen Wayda
- Ottobre-Novembre 2012 – Servizio fotografico di Playboy, fotografie di Stephen Wayda[51]
- Playboy The Book of Lingerie, vol.2 #21-Jaclyn Swedberg – Playboy Special Edition, All Stars
- Gennaio 2014-Febbraio 2015 – Servizio fotografico di Zoo Weekly